# Kuriszláni-beszakadás
A Kuriszláni-beszakadás az Aggteleki Nemzeti Park területén található egyik barlang. A barlang az Aggteleki-karszt és a Szlovák-karszt többi barlangjával együtt a világörökség része. Denevérek is előfordulnak benne.

## Leírás
A Kuriszlánfői-beszakadásban nyílik a barlang. A Kuriszlánfői-zsombolytól néhány száz méterre található. A Kuriszláni-beszakadás bejárata kútszerűen ki van építve. 2 m mélységig négyszögletes betonaknával, 4 m mélységig pedig betonozott és rakott fallal van a bejárat megerősítve. A Kuriszlán-kút vizét elnyelő időszakosan aktív víznyelőbarlang. Középső triász mészkőben alakult ki, de bejáratánál permi agyagpala is található. Fejlett cseppkövek figyelhetők meg járataiban. Egyik jelentősége az, hogy a Kossuth-barlang Reménytelen-szifon utáni részébe innen valószínűleg könnyű lenne bejutni.
1972-ben volt először Kuriszláni-beszakadásnak nevezve a barlang az irodalmában (Kérdő 1972). Előfordul a barlang az irodalmában Kuriszláni-barlang (Boldogh 2007), Kuriszláni beszakadás (Bertalan 1976), Kuriszláni-víznyelő (Boldogh 2007), Kuriszláni víznyelő-barlang (Boldogh 2007), Kuriszlánvölgyi beszakadás (Radó 1956), Kuriszlán-völgyi-víznyelőbarlang (Boldogh 2007), Kuriszlán-völgyi víznyelő-barlang (Boldogh 2007) és Kurizsláni-barlang (Berhidai, Cser, Holl 1981) neveken is.

## Kutatástörténet
1951 májusában a Kuriszlán-völgyben, amely a Nagytohonya-forrás feletti területen van, beszakadt a föld és a környékre lehullott csapadék itt nyelődött el. 1956-ban a Budapesti Műszaki Egyetem Ásvány- és Földtani Tanszék Barlangkutató Csoportjának munkaterülete volt a Kuriszlánvölgyi beszakadás. 1965-ben tárta fel a barlangot az ÉKME Barlangkutató Csoport bontással. 1965-ben 50 m hosszú és 15 m mély volt a Kuriszláni-beszakadás. Ekkor állandó vizű vízfolyás haladt rajta át, amely a barlang végpontján lévő szifonban tűnt el.
1966-ban az ÉKME Barlangkutató Csoport a Jósvafő határában lévő kuriszlán-fői 1. számú beszakadás kibontásakor talált barlangban a sok csapadék miatt nem tudott nagyon haladni a feltáró munkával. A csoporttagok felszíni terepbejárásaik során több, bontásra érdemes beszakadást, zsombolyt, barlangnyílást találtak, például a 2. számú kuriszlán-fői beszakadást. Az 1967. évi Karszt- és Barlangkutatási Tájékoztatóban publikálva lett a csoport 1966. évi munkájáról szóló beszámoló. 1967-ben a Budapesti Műszaki Egyetem Ásvány- és Földtani Tanszék Barlangkutató Csoportjának tagjai végeztek a barlangban feltáró munkát, amelynek során robbantani is kellett.
1972-ben a VITUKI Barlangkutató Csoport tagjai vízfestéssel kimutatták az összefüggést a Kuriszláni-beszakadás és a Nagytohonya-forrás között. Rövid volt a jelzőanyag átjutási ideje. Ekkor kisebb bontást végeztek a beszakadásban. Az 1976. évi MKBT Meghívóban közölt lista alapján 1976-ban a Papp Ferenc Barlangkutató Csoportnak volt kutatási engedélye az Észak-Borsodi-karszton lévő Kuriszláni-beszakadás kutatásához. Az 1976-ban befejezett, Magyarország barlangleltára című kéziratban az van írva, hogy Jósvafőn, a kuriszláni pajta mellett helyezkedik el a Kuriszláni beszakadás. A barlang bejárata tölcséralakú beszakadás. A kb. 16 m mély barlang régi víznyelőbarlang, amely beszakadt. A bejárat körül van kerítve, hogy ne hulljanak bele az állatok. A kézirat barlangot ismertető része 3 tanulmány alapján lett írva.
A Papp Ferenc Barlangkutató Csoport 1981. évi jelentésében be van jelölve helye egy helyszínrajzon, amelyen a Papp Ferenc Barlangkutató Csoport kutatási területének ÉNy-i részén található barlangok elhelyezkedése látható. Kurizsláni-barlang néven van feltüntetve a Kuriszláni zsombolytól DNy-ra. Az 1981. évi MKBT Beszámolóban publikálva lett ez a helyszínrajz. Az 1984-ben megjelent, Magyarország barlangjai című könyvben lehet olvasni a Kuriszlán-völgyben 1951-ben történt beszakadásról. A kiadvány országos barlanglistájában szerepel az Aggteleki-karszton lévő barlang Kuriszláni-beszakadás néven. A listához kapcsolódóan látható az Aggteleki-karszt és a Bükk hegység barlangjainak földrajzi elhelyezkedését bemutató 1:500 000-es méretarányú térképen a barlang földrajzi elhelyezkedése.
A Magyar Karszt- és Barlangkutató Társulat 1988. évi központi kutatótáborának egyik bontási helye volt, de nem sikerült elérni belőle a Kossuth-barlang Reménytelen-szifon utáni részét. A tábor során elkészült a bejárati nyelőtölcsért megtisztítva a barlang bejáratának vasbetonnal történt kiépítése és a barlang szűkületeinél szelvénybővítő robbantásokat végeztek. A kutatótáborról szóló beszámoló szerint a kuriszláni beszakadás az 1960-as években megnyílt felszakadás, amely azóta is aktív víznyelőként működik. A Kossuth-barlang rendszeréhez tartozik hidrológiailag bizonyítottan. A munka eredményeként megteremtődött a barlang továbbkutatásának lehetősége, amelyet azonnal kihasznált a Papp Ferenc Barlangkutató Csoport a tábor befejezésekor. A tábori jelentéshez mellékelve lett Borzsák Péter fényképe, amelyen a Kuriszláni-beszakadás omlásveszélyes bejáratát biztosító vasbeton szerkezet figyelhető meg.

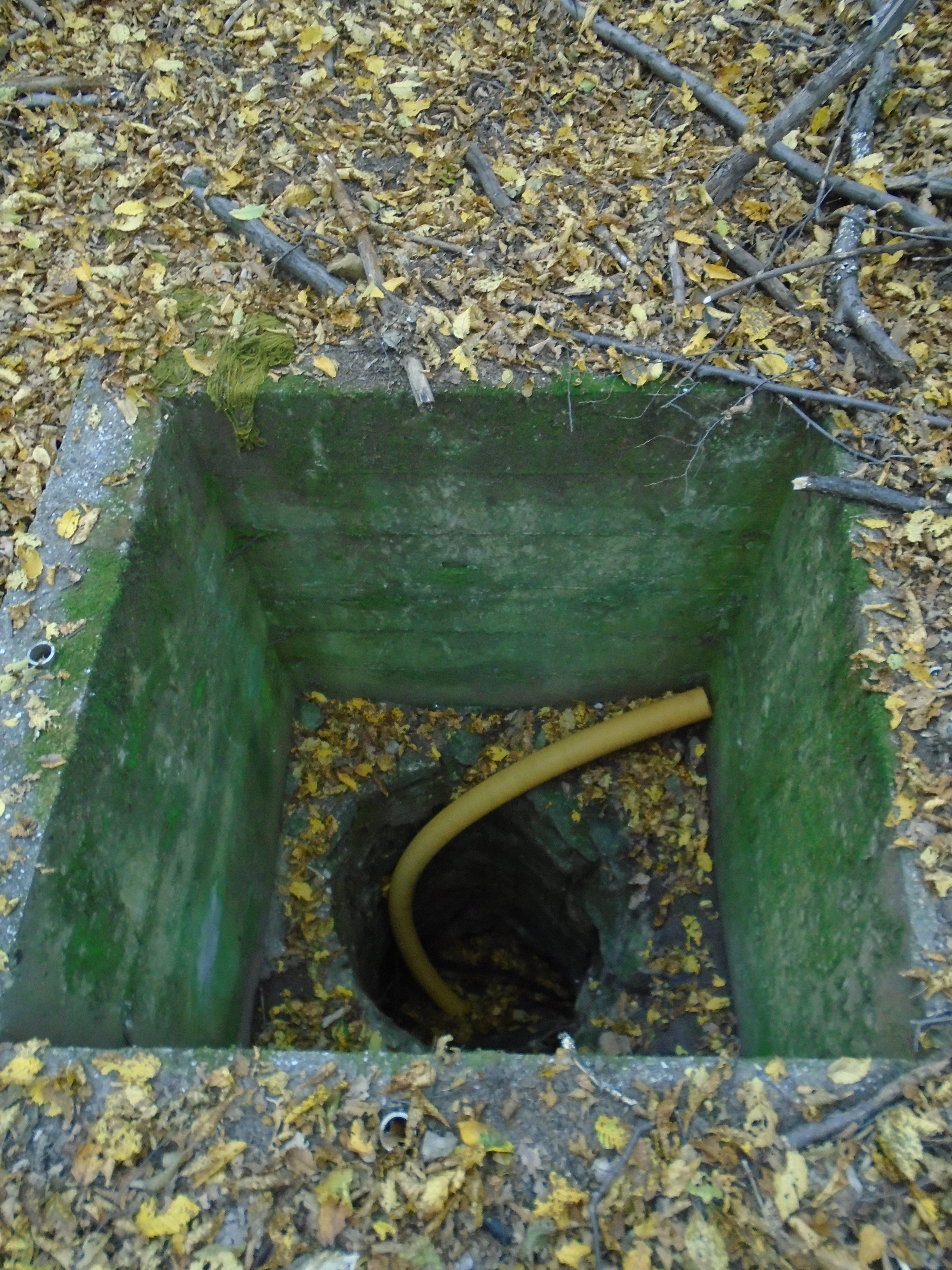
A Kuriszláni-beszakadás bejárata

1988. július 28-án meg lett szerkesztve a barlang alaprajz térképe és É–D irányú hosszmetszet térképe. A térképeket Holl Balázs és Marton Ádám készítették. A felmérés szerint a barlang 26 m mély. Az 1988. évi Karszt és Barlangban szó van arról, hogy a Papp Ferenc Barlangkutató Csoport folytatta 1988-ban a Kuriszláni-beszakadás bontó és járatbiztosító munkáit. A Kuriszláni-beszakadás közelében található a Bobby-barlang. 1995 óta az Aggteleki-karszt és a Szlovák-karszt többi barlangjával együtt a Kuriszláni-beszakadás a világörökség része.
2005. március 1-jén Boldogh Sándor egy nagy patkósdenevért figyelt meg a Kuriszláni víznyelő-barlangban. A 2006. évi Vespertilioban napvilágot látott tanulmány szerint egy kis patkósdenevért és egy közönséges denevért észleltek 2004. február 13-án a jósvafői Kuriszláni víznyelő cave nevű helyen Boldogh Sándor, Štefan Matis és Peter Pjenčák. Boldogh Sándor 2007-es publikációjában két külön barlangként van leírva a barlang, Kuriszláni víznyelő-barlang és Kuriszláni-beszakadás neveken. A Kuriszláni víznyelő-barlang Jósvafőn található és egyéb elnevezései Kuriszláni-víznyelő, Kuriszláni-barlang, Kuriszlán-völgyi víznyelő-barlang és Kuriszláni-beszakadás.
A 270 méter tengerszint feletti magasságban lévő barlang UTM-kódja DU67D4 és 5440/22 a közhiteles barlangnyilvántartási azonosítója. Jósvafőtől 2 kilométerre kelet–északkeletre elhelyezkedő aktív víznyelőbarlang, amely 30 méter hosszú és 16 méter mély. Járatai középső triász wettersteini mészkőben jöttek létre, de bejáratánál perm agyagpala is található. Bejárata 2 m mélységig négyszögletes betonaknával, 4 m mélységig betonozott és rakott fallal van megerősítve. Omlásveszélyes alsóbb szakasza. Adottságai miatt nem kedvező denevérszállás a víznyelőbarlang. Szén-dioxid feldúsulás fordulhat elő az üreg alján. Irodalmi adatok alapján, azaz Boldogh Sándor 2006-os tanulmánya alapján egy kis patkósdenevér és egy közönséges denevér volt megfigyelve benne. Nagyon ritkán keresik fel a barlangot emberek és emiatt nem veszélyeztetett szálláshely.
A Kuriszláni-beszakadás Jósvafőn található és egyéb elnevezései Kuriszlán-völgyi-víznyelőbarlang, Kuriszláni-víznyelő és Kuriszláni-barlang. A 315 m tengerszint feletti magasságban lévő barlang UTM-kódja DU67D4 és 5440/22 a közhiteles barlangnyilvántartási azonosítója. Jósvafőtől KÉK-re, 2 km-re elhelyezkedő időszakos víznyelőbarlang, amely körülbelül 30 m hosszú, 16 m mély és középső triász wettersteini mészkőben keletkezett. Bejárata 2 m mélységig négyszögletes betonaknával, 4 m mélységig betonozott és rakott fallal van megerősítve. Irodalmi adatok alapján, azaz Boldogh Sándor 2006-os tanulmánya alapján egy nagy patkósdenevér, egy kis patkósdenevér és egy közönséges denevér volt megfigyelve benne.

## További irodalom
- Eszterhás István: A Szilicei fennsík barlangjai. Gépirat 4 fényképpel. Szuhogy, 1966. 13 old.
- Jelentés az MKBT 1988. évi központi kutatótáboráról. 14. old.
- Tábori tájékoztató. 1988. 16. old.